# 서울 서초구의 국회의원

## 행정구역 변천
- 1988년 1월 1일 강남구 서초동·잠원동·반포동·방배동·도곡동·양재동·우면동·원지동·내곡동·신원동·염곡동에 서울특별시 서초구 설치
- 1989년 1월 1일 서초구 도곡동이 강남구에 환원

## 서울 서초구의 역대 국회의원 일람
| 대수   | 이름           | 소속정당     | 임기                              | 선거구역                                                                                    |
| ------ | -------------- | ------------ | --------------------------------- | ------------------------------------------------------------------------------------------- |
| 제13대 | 박찬종(朴燦鍾) | 무소속       | 1988년 5월 30일 ~ 1992년 5월 29일 | 서초구 갑: 잠원동, 반포본동, 반포1동, 반포2동, 반포3동, 방배본동, 방배1동                   |
| 제13대 | 김덕룡(金德龍) | 통일민주당   | 1988년 5월 30일 ~ 1992년 5월 29일 | 서초구 을: 서초1동, 서초2동, 방배2동, 방배3동, 도곡동, 양재동, 내곡동                       |
| 제14대 | 박찬종(朴燦鍾) | 신정치개혁당 | 1992년 5월 30일 ~ 1995년 6월 9일  | 서초구 갑: 잠원동, 반포본동, 반포1동, 반포2동, 반포3동, 반포4동, 방배본동, 방배1동, 방배4동 |
| 제14대 | 김덕룡(金德龍) | 민주자유당   | 1992년 5월 30일 ~ 1996년 5월 29일 | 서초구 을: 서초1동, 서초2동, 서초3동, 서초4동, 방배2동, 방배3동, 양재동, 내곡동             |
| 제15대 | 최병렬(崔秉烈) | 신한국당     | 1996년 5월 30일 ~ 1998년 4월 29일 | 서초구 갑: 잠원동, 반포본동, 반포1동, 반포2동, 반포3동, 반포4동, 방배본동, 방배1동, 방배4동 |
| 제15대 | 박원홍(朴源弘) | 한나라당     | 1998년 7월 22일 ~ 2000년 5월 29일 | 서초구 갑: 잠원동, 반포본동, 반포1동, 반포2동, 반포3동, 반포4동, 방배본동, 방배1동, 방배4동 |
| 제15대 | 김덕룡(金德龍) | 신한국당     | 1996년 5월 30일 ~ 2000년 5월 29일 | 서초구 을: 서초1동, 서초2동, 서초3동, 서초4동, 방배2동, 방배3동, 양재1동, 양재2동, 내곡동   |
| 제16대 | 박원홍(朴源弘) | 한나라당     | 2000년 5월 30일 ~ 2004년 5월 29일 | 서초구 갑: 잠원동, 반포본동, 반포1동, 반포2동, 반포3동, 반포4동, 방배본동, 방배1동, 방배4동 |
| 제16대 | 김덕룡(金德龍) | 한나라당     | 2000년 5월 30일 ~ 2004년 5월 29일 | 서초구 을: 서초1동, 서초2동, 서초3동, 서초4동, 방배2동, 방배3동, 양재1동, 양재2동, 내곡동   |
| 제17대 | 이혜훈(李惠薰) | 한나라당     | 2004년 5월 30일 ~ 2008년 5월 29일 | 서초구 갑: 잠원동, 반포본동, 반포1동, 반포2동, 반포3동, 반포4동, 방배본동, 방배1동, 방배4동 |
| 제17대 | 김덕룡(金德龍) | 한나라당     | 2004년 5월 30일 ~ 2008년 5월 29일 | 서초구 을: 서초1동, 서초2동, 서초3동, 서초4동, 방배2동, 방배3동, 양재1동, 양재2동, 내곡동   |
| 제18대 | 이혜훈(李惠薰) | 한나라당     | 2008년 5월 30일 ~ 2012년 5월 29일 | 서초구 갑: 잠원동, 반포본동, 반포1동, 반포2동, 반포3동, 반포4동, 방배본동, 방배1동, 방배4동 |
| 제18대 | 고승덕(高承德) | 한나라당     | 2008년 5월 30일 ~ 2012년 5월 29일 | 서초구 을: 서초1동, 서초2동, 서초3동, 서초4동, 방배2동, 방배3동, 양재1동, 양재2동, 내곡동   |
| 제19대 | 김회선(金會瑄) | 새누리당     | 2012년 5월 30일 ~ 2016년 5월 29일 | 서초구 갑: 잠원동, 반포본동, 반포1동, 반포2동, 반포3동, 반포4동, 방배본동, 방배1동, 방배4동 |
| 제19대 | 강석훈(姜錫勳) | 새누리당     | 2012년 5월 30일 ~ 2016년 5월 19일 | 서초구 을: 서초1동, 서초2동, 서초3동, 서초4동, 방배2동, 방배3동, 양재1동, 양재2동, 내곡동   |
| 제20대 | 이혜훈(李惠薰) | 새누리당     | 2016년 5월 30일 ~ 2020년 5월 29일 | 서초구 갑: 잠원동, 반포본동, 반포1동, 반포2동, 반포3동, 반포4동, 방배본동, 방배1동, 방배4동 |
| 제20대 | 박성중(朴成重) | 새누리당     | 2016년 5월 30일 ~ 2020년 5월 29일 | 서초구 을: 서초1동, 서초2동, 서초3동, 서초4동, 방배2동, 방배3동, 양재1동, 양재2동, 내곡동   |
| 제21대 | 윤희숙(尹喜淑) | 미래통합당   | 2020년 5월 30일 ~ 2021년 9월 13일 | 서초구 갑: 잠원동, 반포본동, 반포1동, 반포2동, 반포3동, 반포4동, 방배본동, 방배1동, 방배4동 |
| 제21대 | 조은희(趙恩禧) | 국민의힘     | 2022년 3월 10일 ~ 2024년 5월 29일 | 서초구 갑: 잠원동, 반포본동, 반포1동, 반포2동, 반포3동, 반포4동, 방배본동, 방배1동, 방배4동 |
| 제21대 | 박성중(朴成重) | 미래통합당   | 2024년 5월 30일 ~ 2024년 5월 29일 | 서초구 을: 서초1동, 서초2동, 서초3동, 서초4동, 방배2동, 방배3동, 양재1동, 양재2동, 내곡동   |
| 제22대 | 조은희(趙恩禧) | 국민의힘     | 2024년 5월 30일 ~                 | 서초구 갑: 잠원동, 반포본동, 반포1동, 반포2동, 반포3동, 반포4동, 방배본동, 방배1동, 방배4동 |
| 제22대 | 신동욱(申東煜) | 국민의힘     | 2024년 5월 30일 ~                 | 서초구 을: 서초1동, 서초2동, 서초3동, 서초4동, 방배2동, 방배3동, 양재1동, 양재2동, 내곡동   |

## 같이 보기
- 서초구 갑
- 서초구 을
- 서울 관악구의 국회의원
- 서울 동작구의 국회의원
- 서울 강남구의 국회의원
- 서울 송파구의 국회의원
- 서울 강동구의 국회의원
- 과천시의 국회의원